# Il falegname di Livonia (Donizetti)
Il falegname di Livonia (deutsch: „Der Zimmermann von Livland“; ursprünglicher Titel: Pietro il Grande kzar delle Russie) ist eine Opera buffa in zwei Akten von Gaetano Donizetti. Das Libretto stammt von Marchese Gherardo Bevilacqua-Aldobrandini. Die Uraufführung fand am 26. Dezember 1819 zur Eröffnung der Karnevalssaison im Theater Teatro San Samuele in Venedig statt.

## Handlung
Die Geschichte spielt in einer reichen Stadt in Livland, das damals unter russischer Herrschaft stand.

### Erster Akt
Der junge Zimmermann Carlo liebt Annetta, eine junge Waise und Freundin von Madama Fritz, Besitzerin eines Hotels in Livland. Er streitet mit dem Geldverleiher Firman-Trombest um eine Halskette, die Annetta verpfändet hat und nicht einlösen kann. Firman bietet Annetta als Gegengeschäft seine Liebe an. Aber sie weist ihn ab, sie ist ja in Carlo verliebt. Auch Hauptmann Hondediski begehrt Annetta. Es kommt zu einer Auseinandersetzung zwischen Carlo, Firman und dem Hauptmann. Madama Fritz ruft die Männer zur Ordnung.
Zwei vornehme Fremde treffen ein; sie entpuppen sich später als Zar Peter der Große und seine Gemahlin, die Kaiserin Katharina. Diese sucht ihren seit Jahren verschwundenen Bruder. Da Carlo vorgibt, ein Edelmann zu sein, wird er von Peter nach seiner Familie befragt. Carlo, der nicht weiß, wer die Fremden sind, weigert sich, Auskunft zu geben, und regt sich auf. Es kommt zu einem Streit zwischen den beiden. Peter droht Carlo mit schlimmen Konsequenzen. Es wird nach dem Richter Ser Cuccupis gerufen, er soll Carlo einsperren lassen. Auch der Richter gerät mit Peter in Streit und droht, ihn beim Zaren anzuzeigen, den er als seinen Freund bezeichnet.
Peter gibt sich nun als Menzikoff aus, als hoher Beamter des Zaren. Dies besänftigt den Richter. Carlo kommt ins Gefängnis. Annetta ist verzweifelt und bittet die vornehme fremde Dame um Hilfe. Annettas Aussagen bestätigen Katharinas Vermutung, dass Carlo ihr verschollener Bruder ist. Unter Carlos Papieren hat Madama Fritz eine Urkunde entdeckt. Die Angaben darin bestätigen Carlos adlige Geburt. Katharina ist glücklich, den Gesuchten gefunden zu haben.

### Zweiter Akt
Madama Fritz geht zum Richter und setzt sich für Carlos Freilassung ein, aber vergeblich. Doch der Zar, jetzt davon überzeugt, dass Carlo der Bruder der Zarin ist, greift ein: Carlo wird freigelassen. Er stellt Annetta seinen Wohltätern vor, deren Identität er noch immer nicht kennt. Er warnt sie jedoch, dass der Zar Annetta nie finden dürfe, da sie die Tochter. seines Feindes Ivan Mazepa sei. Da der Zar weiß, dass Mazepa tot ist, vergibt er Annetta.
Der Hauptmann enthüllt dem Richter Peters Identität. Dieser versucht, wieder in die Gunst des Herrschers zu gelangen und hofft auf eine Beförderung. Peter lehnt dies ab, entzieht ihm seine Ämter und beschlagnahmt sein Vermögen, um damit Carlo und Annetta für das erlittene Leid zu entschädigen. Carlo wird von seinem neuen Schwager in den Adelsstand erhoben und ermächtigt, Annetta zu heiraten. Das Volk applaudiert dem Kaiserpaar für seine Großzügigkeit.

## Gestaltung

### Orchester
Die Orchesterbesetzung der Oper umfasst die folgenden Instrumente:
- Holzbläser: Piccoloflöte, Flöte, zwei Oboen, zwei Klarinetten, Fagott
- Blechbläser: zwei Hörner, zwei Trompeten, Posaune
- Pauken, Schlagzeug: große Trommel, Trommel
- Streicher: Violinen 1, Violinen 2, Bratschen, Violoncelli, Kontrabässe

### Musiknummern
- Nr. 1. Introduktion[1]
- Nr. 2. Cavatina (Madama Fritz)
- Nr. 3. Auftritt (Pietro)
- Nr. 4. Szene und Duett (Carlo, Madama Fritz)
- Nr. 5. Arie (Richter)
- Nr. 6. Duett (Pietro, Richter)
- Nr. 7. Rezitativ und Cavatina (Annetta)
- Nr. 8. Finale I

- Nr. 9. Duett (Madama Fritz, Richter)
- Nr. 10. Szene und Arie (Carlo)
- Nr. 11. Szene und Sextett
- Nr. 12. Arie (Caterina)
- Nr. 13. Chor
- Nr. 14. Szene und Arie (Madama Fritz)
- Nr. 15. Finale II

## Aufführungen und Werk

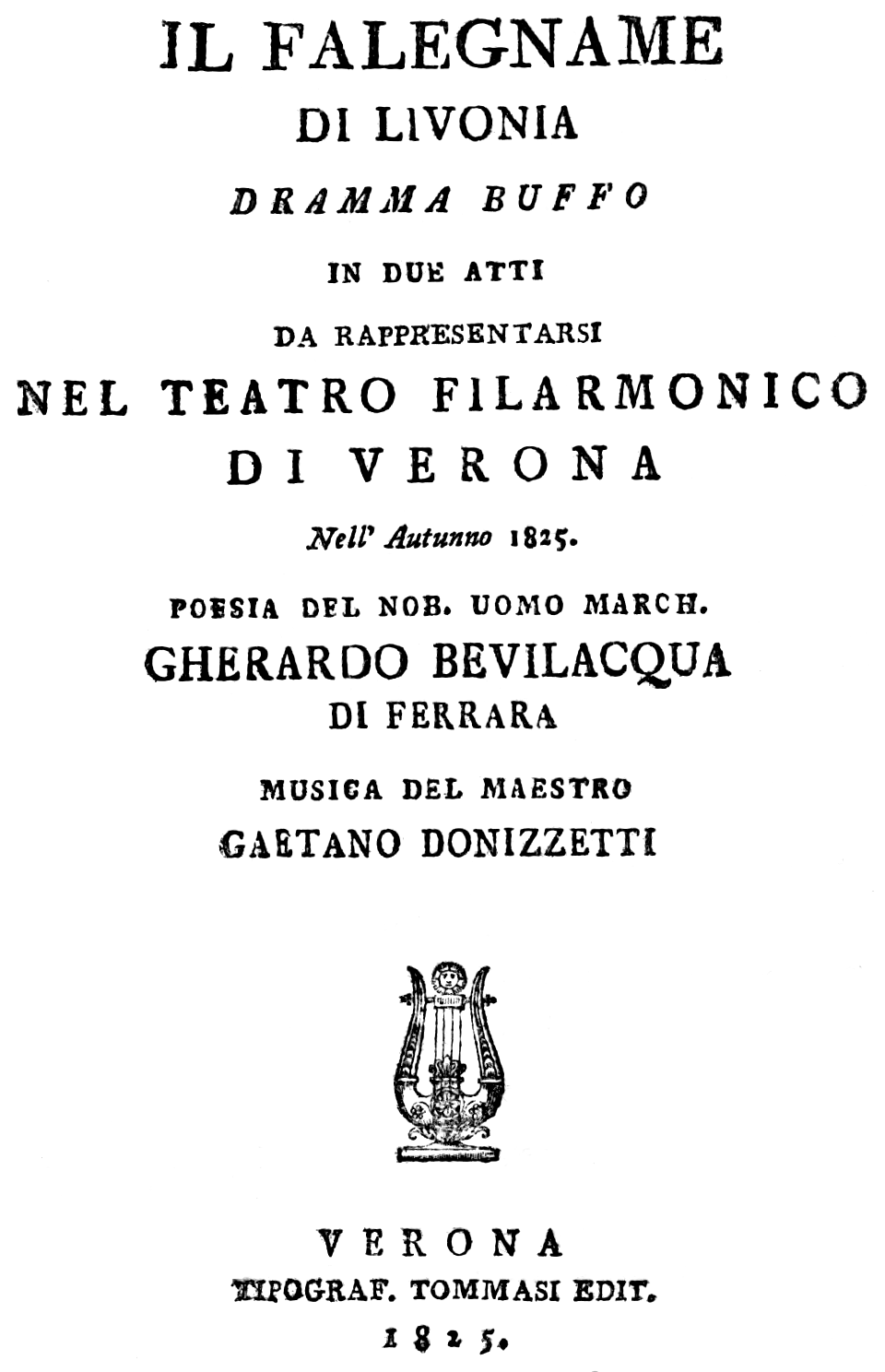
Titelblatt des Librettos, Verona 1825

Pietro il Grande war die vierte Oper Donizettis, die aufgeführt wurde. Bei der Uraufführung am 26. Dezember 1819 im Teatro San Samuele in Venedig sangen Pio Botticelli (Pietro il Grande), Adelaide Raffi (Caterina), Caterina Amati (Madama Fritz), Angela Maria Silvestri Bertozzi (Annetta Mazepa), Giovanni Battista Verger (Carlo Scavronski), Luigi Martinelli (Ser Cuccupis), Giuseppe Guglielmini (Firman-Trombest) und Gaetano Rambaldi (Hondediski).
Die Oper erlebte bis 1829 einige Aufführungen. 1823/24 wurde die Karnevalssaison in Bologna mit Pietro il Grande kzar delle Russie, ossia Il falegname di Livonia eröffnet, 1825 wurde Il falegname di Livonia in Verona gespielt, 1826 in Padua, 1817 in Venedig und 1829 in Spoleto.
Dann geriet Il falegname di Livonia in Vergessenheit, bis sie 2003 in der St. Petersburger Kammeroper wieder aufgenommen wurde. 2004 wurde sie beim Festival della Valle d’Itria aufgeführt, eine Aufnahme davon erschien als CD. 2020 wurde sie noch einmal in St. Petersburg gegeben. Hiervon existiert ein Video-Mitschnitt.
Der amerikanische Musikwissenschaftler William Ashbrook schrieb in Donizetti and his Operas: „All told, Il falegname is a work of promise rather than achievement, its most consistent shortcoming being that the melodic flow is at times impeded by the lack of supple harmonic movement.“ (‚Alles in allem ist Il falegname eher ein vielversprechendes als ein erfolgreiches Werk, dessen größter Mangel darin besteht, dass der melodische Fluss zuweilen durch den Mangel an geschmeidigen harmonischen Bewegungen behindert wird.‘)

## Das Thema
Die Reisen, die Peter der Große inkognito unternahm, sind Thema mehrerer literarischen und musikalischen Werke. Dem Libretto des Falegname zugrunde liegt die Komödie von Alexandre Duval Le menuisier de Livonia, ou Les illustres voyageurs, aufgeführt am 9. März 1805 in Paris. Sie hatte bereits Felice Romani für ein gleichnamiges Libretto inspiriert, das erfolgreich von Giovanni Pacini vertont wurde und in Mailand am 12. April 1819 aufgeführt wurde.
Acht Jahre nach dem Falegname schrieb Donizetti 1827 eine zweite Oper über die Inkognitoreisen Peters des Großen: Il borgomastro di Saardam. Die Geschichte hat eine andere Handlung als im Falegname und spielt im Seehafen Zaandam in Holland. 1837 verwendete Albert Lortzing die gleiche Geschichte für Zar und Zimmermann. Nach weiteren siebzehn Jahren folgte Giacomo Meyerbeer mit der komischen Oper L’étoile du nord, in der sich Peter und Katharina kennen lernen und verlieben. Hier erscheint der Zar als Zimmermann verkleidet.

## Aufnahmen
- 1987 – David Parry (Dirigent), Philharmonia Orchestra London.
 Russell Smythe (Pietro il Grande), Susan Bickley (Caterina), Marilyn Hill-Smith (Madama Fritz), Myrna Moreno (Annetta Mazepa), Kevin John (Carlo Scavronski), Jonathan Best (Ser Cuccupis).
 Studioaufnahme.
 Opera Rara CD: ORCH 103.[9]
- Juli 2004 – Marco Berdondini (Dirigent), Bepi Morassi (Inszenierung), Orchestra Internazionale d’Italia, Bratislava Sluk Chamber Chorus.
 Vito Priante (Pietro il Grande), Eufemia Tufano (Caterina), Rosa Anna Peraino (Madama Fritz), Rosa Sorice (Annetta Mazepa), Alessandro Codeluppi (Carlo Scavronski), Giulio Mastrototaro (Ser Cuccupis), Claudio Sgura (Firman-Trombest), Vittorio Bari (Hondediski), Michele Bruno (Notar).
 Live aus Martina Franca.
 Dynamic CDS 473-1/2.[10]
- 21. Oktober 2020 – Alexander Goikhman (Dirigent), Yuri Alexandrov (Regie), Vyacheslav Okunev (Bühne und Kostüme).
 Andrey Zemskov, Larisa Pominova, Karolina Shapovalova, Yulia Ptitsina, Gevorg Grigoryan, Ivan Sapunov, Denis Zakirov.
 Video; Live aus der Kammeroper St. Petersburg.
 Video-Stream.[7]